# Jhannett Madriz
Jhannett María Madriz Sotillo (Caracas, Venezuela) es una política y jueza venezolana. Actualmente se desempeña como magistrada de la Sala Electoral del Tribunal Supremo de Justicia de Venezuela.

## Carrera
Entre 1998 y 2010 fue diputada andina de Venezuela; en Perú recibió al menos seis distinciones por su labor como parlamentaria. También sirvió luego como embajadora de Venezuela en Canadá hasta ese año.
En 2010 fue designada por la Asamblea Nacional de mayoría oficialista como magistrada del Tribunal Supremo de Justicia de Venezuela.

## Sanciones
Madriz fue sancionada el 30 de mayo de 2018 por el gobierno de Canadá, después de las elecciones presidenciales en Venezuela ese mes, al incluirla en la lista de funcionarios "responsables, o cómplices, de graves violaciones" a los derechos humanos, "actos importantes de corrupción o ambas cosas".